# Bao Zunxin
Bao Zunxin (en chino: 包遵信; en pinyin: Bāo Zūnxìn; septiembre de 1937-28 de octubre de 2007) fue un historiador chino y disidente político que fue arrestado y encarcelado por las autoridades comunistas por su papel en las protestas de la Plaza de Tiananmén de 1989.

## Biografía
Nacido en septiembre de 1937 en el condado de Wuhu, Anhui, China, era un descendiente de 34° generación de Bao Zheng. Bao se graduó de la Universidad de Beijing en 1964. Fue académico en el Instituto de Historia de la Academia China de Ciencias Sociales. Bao también enseñó como profesor en la Universidad Normal de Pekín.
En 1989, Bao habló en apoyo de los manifestantes a favor de la democracia que marcharon en las protestas por la democracia en la Plaza de Tiananmén. Bao también firmó una petición que declaraba que China todavía estaba gobernada por un emperador. El «emperador» al que se refería la declaración era el supuestamente retirado líder del Partido Comunista Chino Deng Xiaoping.
Bao fue arrestado después de la masacre de la Plaza de Tiananmén, y fue acusado de «propaganda contrarrevolucionaria e incitación». Fue condenado a 5 años de prisión por su participación en el movimiento prodemocrático. Cumplió 3 años y medio de su sentencia antes de ser liberado en noviembre de 1992.

## Muerte
Bao murió de una hemorragia cerebral en el Hospital Dongfang de la Universidad de Medicina China de Beijing, distrito de Fengtai, Beijing el 28 de octubre de 2007. Tenía 70 años.